# 新吉久站
新吉久站（日语：／ Shinyoshihisa teiryūjō */?）是位於富山縣高岡市吉久，萬葉線的電車站。
高岡市衛生公社(TEK)的回收中心位於電車站正面，因此此站的副站名TEK 回收中心前。

## 電車站構造
車站建於富山縣道350號上，由於該段路面相對狹窄，萬葉線的雙軌部份已佔用了路面的中央位，兩邊都只能很勉強地維持着單線行程，路面狀況並不容許再於路面上興建電車站，因此只好在電車停車處的路軌兩側，以水藍色在地面上劃出候車處（或常以全平假名的寫法）以茲識別，另外在兩側的行人路面上另外興建細小的候車亭供乘客候車。實際上，為着乘客自身及其他路使用者的安全考量，沒有乘客會在電車未到達時便站在水藍色區域內，在該處下車後也不會停留在此，以策安全。
後來下行方向騰出了空間興建一個有蓋月台。

### 事故和設置月台
本站與同線內的片原町和吉久都是採用了無月台式的乘降方式上、落客，偶有出現交通意外發生。本站於2008年2月發生了車禍，導致行人死亡；2013年9月再次發生了車禍，導致行人受了重傷。及後，2015年11月也在片原町發生事故後，這種欠缺月台上落電車的方式所帶來的安全問題引起了關注。

## 歷史
- 1951年4月1日：富山地方鐵道米島口至新湊（現時：六渡寺）之間開通，此站啟用。
- 1959年4月1日：轉讓路線給加越能鐵道。
- 2002年4月1日：轉讓路線給萬葉線[4]。
- 2017年7月3日：增設下行月台。同時設定副站名。
- 2019年1月30日：在米島口一方一架試行中的電車出軌。在翌日31日前暫停服務，安排了臨時巴士服務[5]。
- 2024年9月28日：可使用ICOCA及全國通用IC卡付款[6]。

## 相鄰電車站
萬葉線
■萬葉線（高岡軌道線）
能町口－新吉久－吉久

## 外部連結
- 萬葉線新吉久站上行 （页面存档备份，存于）及下行 （页面存档备份，存于）時間表（日語）